# STS-97
STS-97 byla mise amerického raketoplánu Endeavour k Mezinárodní vesmírné stanici. Cílem letu byla doprava dílu P6 truss ke stanici ISS. Uskutečnily se tři výstupy do otevřeného vesmíru.

## Posádka
- Brent W. Jett (3) - velitel
- Michael J. Bloomfield (2) - pilot
- Joseph R. Tanner (3) - specialista mise
- Carlos Ismael Noriega (2) - specialista mise
- Marc Garneau (3) - specialista mise

V závorkách je uvedený dosavadní počet letů do vesmíru včetně této mise.

## Výstupy do vesmíru (EVA)
- EVA 1: 3. prosinec/4. prosinec, 2000 - 7 h, 33 m (Tanner, Noriega)
- EVA 2: 5. prosinec, 2000 - 6 h, 37 m (Tanner, Noriega)
- EVA 3: 7. prosinec, 2000 - 5 h, 10 m (Tanner, Noriega)